# Davidești
Davidești est une commune roumaine située dans le județ d'Argeș.

## Démographie
En 2021, la population était de 3 029 habitants.